# Franco Citti
Pour les articles homonymes, voir Citti.
Franco Citti, né le 23 avril 1935 à Rome et mort le 14 janvier 2016 dans la même ville, est un acteur italien principalement connu pour ses rôles dans les films de Pier Paolo Pasolini.

## Biographie
Frère de Sergio Citti, ami et collaborateur de Pasolini, Franco Citti a joué dans plusieurs films de celui-ci, notamment Œdipe roi, ainsi qu'avec des réalisateurs de renom, tel Francis Ford Coppola.

Le public international le remarque également dans le rôle de Calò, dans Le Parrain et Le Parrain III et pour sa réplique : 

« En Sicile, les femmes sont plus dangereuses que les fusils. »

Ses ennuis de santé vers ses 60 ans l'ont obligé à se battre avec l'administration italienne pour obtenir des compléments financiers à une retraite d'artiste à peine suffisante.

## Filmographie

### Cinéma

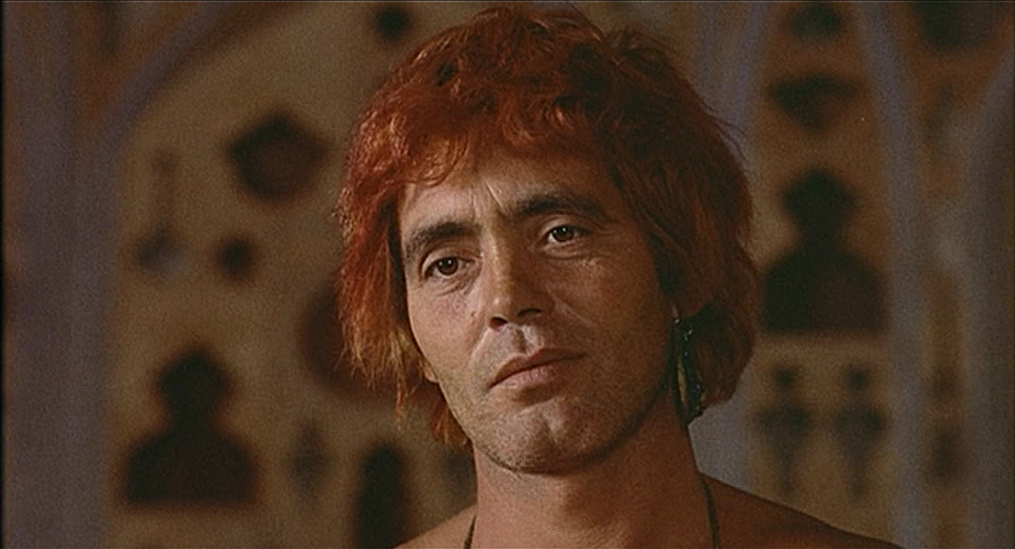
Franco Citti dans le rôle du Démon dans Les Mille et Une Nuits (1974).

- 1961 : Accattone de Pier Paolo Pasolini – Vittorio « Accattone » Cataldi
- 1962 : Une vie violente de Paolo Heusch et Brunello Rondi – Tommaso
- 1962 : Mamma Roma de Pier Paolo Pasolini – Carmine
- 1963 : Du mouron pour les petits oiseaux de Marcel Carné – Renato
- 1963 : Le Jour le plus court (Il giorno più corto) de Sergio Corbucci
- 1967 : Tue et fais ta prière (Requiescant) de Carlo Lizzani – Burt
- 1967 : Œdipe roi (Edipo re) de Pier Paolo Pasolini – Œdipe
- 1968 : Assis à sa droite (Seduto alla sua destra) – Oreste
- 1968 : Tuez-les tous... et revenez seul ! (Ammazzali tutti e torna solo) d'Enzo G. Castellari – Hoagy
- 1969 : Una ragazza di Praga (it) de Sergio Pastore – Alberto Marini
- 1969 : Gli angeli del 2000 de Honil Ranieri – Franco
- 1969 : Il magnaccio (it) de Franco De Rosis
- 1969 : La Loi des gangsters (La legge dei gangsters) – Bruno Esposito
- 1969 : Porcherie (Porcile) de Pier Paolo Pasolini – Cannibal
- 1970 : Ostia de Sergio Citti – Rabbino
- 1971 : Le Décaméron (Il decameron) de Pier Paolo Pasolini – Ciappelletto
- 1971 : La primera entrega d'Angelino Fons
- 1972 : Le Parrain (The Godfather) de Francis Ford Coppola – Calo
- 1972 : Les Contes de Canterbury (I racconti di Canterbury) de Pier Paolo Pasolini – le diable
- 1973 : Histoires scélérates (Storie scellerate) de Sergio Citti – Mammone
- 1973 : L'Hystérique aux cheveux d'or (Ingrid sulla strada) de Brunello Rondi
- 1974 : Macrò - Giuda uccide il venerdì (it) de Stelvio Massi
- 1974 : Storia de fratelli e de cortelli de Mario Amendola – Artemio
- 1974 : Les Mille et Une Nuits (Il fiore delle mille e una notte) de Pier Paolo Pasolini – le diable
- 1975 : Colpita da improvviso benessere (it) de Franco Giraldi
- 1976 : Todo modo d'Elio Petri – chauffeur de M.
- 1976 : Puttana galera! de Gianfranco Piccioli — Ciro
- 1976 : Chi dice donna, dice donna de Tonino Cervi – Benito (segment La signorina X)
- 1976 : Deux Flics à abattre (Uomini si nasce poliziotti si muore) de Ruggero Deodato – Rudy Ruginski
- 1977 : L'exécuteur vous salue bien (La banda del trucido) de Stelvio Massi – Lanza
- 1977 : L'Autre Côté de la violence (Roma l'altra faccia della violenza) de Marino Girolami – Berte
- 1977 : Il gatto dagli occhi di giada d'Antonio Bido – Pasquale Ferrante
- 1977 : La Cabine des amoureux (Casotto), de Sergio Citti – Nando
- 1979 : L'albero della maldicenza (it) de Giacinto Bonacquisti (it) — Angelo Maria jeune
- 1979 : La luna de Bernardo Bertolucci – homme au bar
- 1980 : Tunnel (Eroina) de Massimo Pirri – Alfredo
- 1980 : Ciao marziano (it) de Pier Francesco Pingitore – Le Chinois
- 1981 : Il minestrone de Sergio Citti – Francesco
- 1983 : Le Retour de l'étalon noir (The Black Stallion Returns) de Robert Dalva – officier de légion étrangère
- 1986 : Le Mal d'aimer (La coda del diavolo) de Giorgio Treves – Cigal
- 1988 : Rosso di sera (it) de Beppe Cino – Franco
- 1988 : Kafka - La colonia penale (it) de Giuliano Betti
- 1990 : Appuntamento in nero (it) d'Antonio Bonifacio (it) – le projectionniste
- 1990 : Il segreto de Francesco Maselli – Franco
- 1990 : Le Parrain 3 (The Godfather: Part III) de Francis Ford Coppola – Calò
- 1992 : El infierno prometido de Juan Manuel Chumilla-Carbajosa (es)
- 1994 : La Chance – Michele
- 1996 : Il sindaco (it) d'Ugo Fabrizio Giordani (it)
- 1996 : I magi randagi de Sergio Citti
- 1997 : Il miracolo di Sant'Oronzo de Luca Verdone
- 1997 : Cartoni animati de France et Sergio Citti – Peppe
- 1999 : E insieme vivremo tutte le stagioni de Gianni Minello (it)
- 2001 : Pier Paolo Pasolini et la Raison d'un rêve (Pier Paolo Pasolini e la ragione di un sogno) de Laura Betti et Paolo Costella

### Télévision
- 1977 : The Godfather Saga (feuilleton) – Calò (autre titre : The Godfather 1902-1959: The Complete Epic)
- 1978 : Yerma
- 1979 : Addavenì quel giorno e quella sera (feuilleton) – Dillinger
- 1981 : La felicità (feuilleton)
- 1984 : Le Martyre de Saint Sébastien – le préfet
- 1985 : Sogni e bisogni (feuilleton) – Arturo
- 1987 : Tutti in palestra (feuilleton)
- 1989 : Les Fiancés (I promessi sposi) (feuilleton)
- 1991 : La ragnatela (feuilleton)
- 1998 : Le ragazze di piazza di Spagna (série) – oncle Franco

## Publication
- Vita di un ragazzo di vita, avec Claudio Valentini, éd. SugarCo, 1992